# Beauregard-et-Bassac
Beauregard-et-Bassac is een gemeente in het Franse departement Dordogne (regio Nouvelle-Aquitaine) en telt 197 inwoners (1999). De plaats maakte  deel uit van het arrondissement Bergerac. Na de aanpassing van de arrondissementsgrenzen vanaf 2017 door het arrest van 30 december 2016 behoort zij tot het arrondissement Périgueux.

## Geografie
De oppervlakte van Beauregard-et-Bassac bedraagt 12,3 km², de bevolkingsdichtheid is 16,0 inwoners per km².
De onderstaande kaart toont de ligging van Beauregard-et-Bassac met de belangrijkste infrastructuur en aangrenzende gemeenten.

## Demografie
Onderstaande figuur toont het verloop van het inwonertal (bron: INSEE-tellingen).